# 米尔咱·马黑麻·海答儿
米尔咱·马黑麻·海答儿（1499年或1500年—1551年），中国明朝同时期西域突厥化蒙古人，出生于今乌兹别克斯坦首都塔什干〔另一说为喀什噶尔〕，叶尔羌汗国时期著名的军事将领、历史学家，曾经统治过克什米尔11年。

## 名字
米尔咱·马黑麻·海答儿，又译米尔扎·穆罕默德·海达尔，全名米尔扎·穆罕默德·海达尔·杜格拉特·伯克或米尔咱·马黑麻·海答儿·朵豁剌惕·古列干。穆罕默德是教名，表明他信仰伊斯兰教；杜格拉特是家族名，提示其来自察合台汗国杜格拉特家族；伯克或库勒刚是荣誉称号，伯克，突厥語“首領”之意，是古代中亞地區貴族和官員的稱號；“古列干”是驸马之意，海答儿的父亲是察合台后王（即东察合台汗国国王）羽奴思汗之女婿，海答儿因此也继承了“古列干”(駙馬)这个荣誉称号。

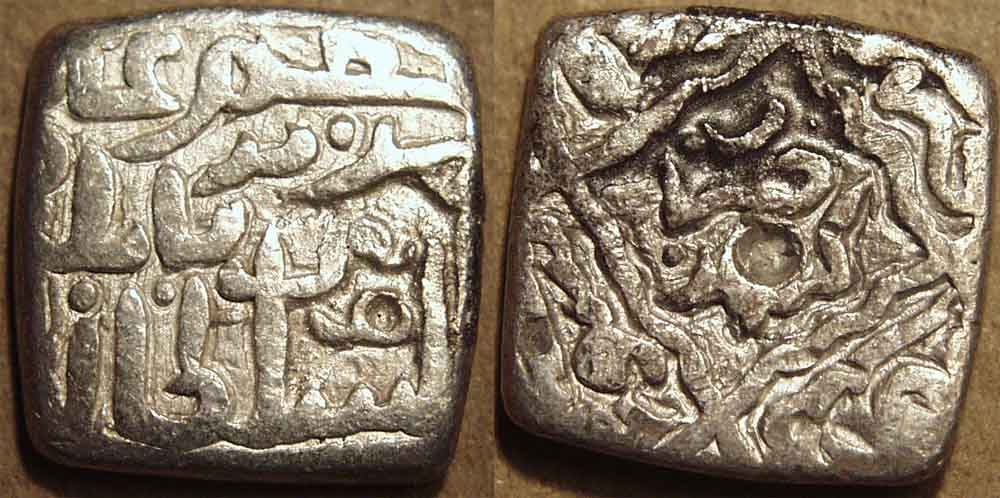
海答儿1533年在克什米尔以叶尔羌汗国赛德汗名义发行的银币

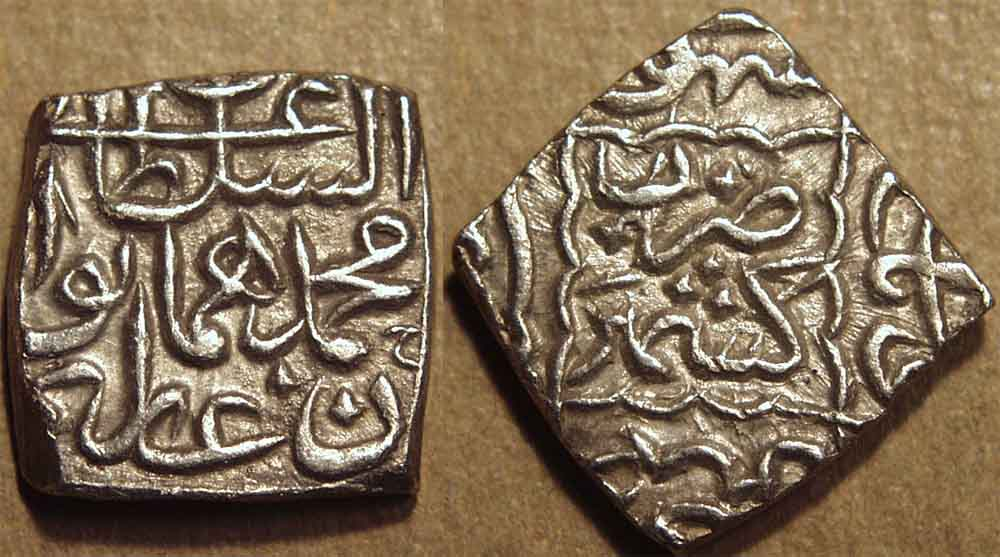
海答儿1546-1550年在克什米尔以印度莫卧儿帝国胡马雍汗名义发行的银币

## 生平
1508年，海答儿9岁时，随父马黑麻·忽辛·古列干赴中亚与乌兹别克〔布哈拉汗国〕昔班尼汗交战，战败。其父被昔班尼汗杀死，其父的部下将他带往今阿富汗首都喀布尔投靠了他的表哥〔姨表兄〕、后来的莫卧儿王朝巴布尔大帝。他的另一个表哥〔姑表兄〕、后来的叶尔羌汗国创建者赛德，当时也来到喀布尔投靠了巴布尔。1512年，13岁的海答儿跟随赛德进军安集延，1514年，又随其进军喀什噶尔，驱逐当地统治者杜格拉特部埃米尔阿布·巴克尔，参与创建叶尔羌汗国。因他战功卓著，有指挥天才，后来被提升为军队统帅。
1533年，海答儿随赛德汗远征拉达克、巴尔蒂斯坦〔大、小西藏〕及克什米尔，并计划进攻西藏本部〔赛德因病班师回朝时，留下其次子与海答儿率军攻至拉萨附近〕。
海答儿率军攻占克什米尔，驱逐了巴布尔大帝的次子卡姆兰·米尔扎。海答儿1533年在克什米尔期间，以叶尔羌汗国赛德汗名义发行过银币〔见右上图〕。在当地的苏丹签约答应臣服于叶尔羌汗国后，海答儿没有久留，随赛德汗大军撤离克什米尔。
赛德汗逝世时，海答儿正在进军拉萨途中。拉失德继汗位，对海答儿所在的赛义德家族大加杀戮，海答儿的叔叔摄政大臣、喀什噶尔总督赛义德·马黑麻·米尔咱〔Sayyid Muhammad Mirza〕在赛德汗逝世十余天后就被杀，拉失德并下诏解散进军拉萨的军队。海答儿生怕被株连，便前往印度投靠了巴布尔大帝之子胡马雍。在印度期间，海答儿随胡马雍多次作战，并曾入侵西藏，以失败告终。 1540年，在当地两派相争中的一个苏丹的请求下，海答儿率领一支军队再次征服克什米尔，并奉胡马雍之命任长官，在克什米尔统治了11年。1546-1550年在统治克什米尔期间，海答儿以莫卧儿帝国胡马雍名义发行过银币〔见右下图〕。
在他生命的最后几年，海答儿用大部分时间整理资料和传闻，从事著述，撰写了历史名著《拉失德史》。
1551年，在克什米尔的比尔巴尔地方发生贵族暴乱，海答儿在率军平叛途中遭敌夜袭，中箭身亡，葬于斯利那加一清真墓。

## 著作
海答儿多才多艺，甫一占领克什米尔、政局初定，就开始着手编写《拉失德史》。《拉失德史》又称《中亚蒙兀儿史》是一部史学名著，在中亚史学史上占有重要地位。这部史书内容丰富，记述翔实生动，弥补了那个时代除《元史》外中国史籍的一大空白，为研究中亚特别是新疆历史，提供了极为珍贵的第一手资料，这部史书也成了南亚大陆诸国研究自己本土历史的必备资料。《拉失德史》是海答儿公务之余，用6年的时间〔1541-1546〕写就。《拉失德史》这部鸿篇巨制分为上、下篇，他在书中前言里写道：“虽然塞德汗诸子百般迫害我，但是我要以德报怨，为了使他记住我，并使世人记住他，不论阿不都·拉失德汗是否接受这部微不足道的著作，我总要把这部书献给他。”写《拉失德史》另一个重要原因是他“一直到死都是念念不忘可称为自己故乡的那一片土地上的事情，和亲友们的通信也一直保持到最后，同时觉得自己在克什米尔，多多少少总是一个被流放者。”
《拉失德史》上篇为“正史”，即从1347年第一个皈依伊斯兰教的察合台大汗禿忽魯帖木兒（Tughlugh Timur，1329年－1363年）即位开始写起，至作者写成此书时拉失德汗执政为止两个多世纪的新疆南疆蒙兀儿斯坦在政治、经济和文化方面的发展史。记叙了两个统治家族的兴衰：一个是作者从秃黑鲁帖木儿算起的察合台汗家族；另一个是从异密〔埃米爾〕播鲁只算起的朵豁剌惕部诸异密的家族。下篇是“史迹概述”，即作者本人的亲身经历和所见所闻。这一部分从作者降生写起，一直写到他统治克什米尔为止。
书中对中、南亚地区那一历史阶段所发生的各种大事，以及与中国新疆的各种关系，也是多有记载；尤其是下篇有关叶尔羌汗国的记载，则完全是因作者亲历亲见而显得更加生动可信。
该书原文用波斯文写就，1895年由罗斯等〔Edward Denison Ross〕译成英文出版。1983年，新疆社会科学院民族研究所据英译本译成汉文，由新疆人民出版社分两册出版，书名为《中亚蒙兀儿史——拉失德史》。参见：
- The Tarikh-i-rashidi: A History of the Moghuls of Central Asia; an English Version (1895) （页面存档备份，存于）

## 家庭
海答儿是察合台蒙古人的后裔，出身于察合台汗国时期新疆南疆最有权势的朵豁剌惕氏族。曾高祖忽歹达，高祖异密阿黑麻，曾祖异密赛义德·阿里，祖父马黑麻·海答儿·米尔咱·古列干〔Muhammad Haidar Mirza Kurkan〕都做过喀什噶尔埃米爾，掌管新疆南部阿爾蒂沙爾。其父马黑麻·忽辛·海答儿·古列干〔 Muhammad Hussain Mirza Kurkan 〕 曾任喀什噶尔监治官，是察合台后王羽奴思汗的女婿，故有“古列干”(驸马)之称号。其母忽卜·尼格尔·哈尼木〔Khub Nigar Khanim〕是羽奴思汗的三女儿，是叶尔羌汗国创建者赛德的父亲速檀阿黑麻（Ahmad Alaq，？－1504年，明代吐鲁番汗国第一任可汗,羽奴思汗第二子）、莫卧儿王朝创建者巴布尔大帝的母亲〔 Kutluk Nigar Khanim〕的亲妹妹，所以赛德和巴布尔分别是海答儿的姑表兄和姨表兄。

海答儿的祖母朵豁剌惕·尼格尔·哈尼木〔 Daulat Nigar Khanim〕是叶尔羌汗国创建前夕喀什噶尔统治者朵豁剌惕部埃米尔阿布·巴克尔的生母，海答儿的父亲马黑麻·忽辛·海答儿·古列干又与阿布·巴克尔是异父同母兄弟。所以海答儿也就是阿布·巴克尔的侄子。

## 哈萨克电影
2007年，哈萨克电影制片厂〔 Kazakhfilm Studio〕制作发行了电影 马黑麻·海答儿·朵豁剌惕(«Мұхаммед Хайдар Дулати»),由Kalila Umarov执导。